# Warfarine
Warfarine is een antistollingsmiddel en een rattengif van de eerste generatie. Warfarine wordt gebruikt als geneesmiddel bij mensen die een verhoogd risico hebben om een bloedstolsel te ontwikkelen, zoals mensen met boezemfibrilleren (of voorkamerfibrillatie) of mensen die een trombosebeen (diepveneuze trombose, DVT) hebben gehad. Wanneer een bloedstolsel losschiet en in de bloedbaan terechtkomt, kan het in de longen een longembolie en in de hersenen een herseninfarct veroorzaken.
Warfarine is een coumarinederivaat. Het remt de werking van vitamine K, dat nodig is om de stollingsfactoren II, VII, IX en X aan te maken. Stollingsfactoren zijn eiwitten in de bloedbaan die samenklitten wanneer een bloedvat openscheurt, om zo verdere bloeding te verhinderen. Bij gebruik van warfarine moet de inname van vitamine K constant worden gehouden, om te grote schommelingen in de stollingsparameters te voorkomen.
De werking van warfarine als rattengif is eveneens gebaseerd op verstoring van de bloedstolling. De ratten sterven na 4 tot 14 dagen door interne bloedingen.
Warfarine is in Nederland niet geregistreerd als geneesmiddel. Het wordt in onder andere de Verenigde Staten wel veel voorgeschreven. In Nederland worden de coumarinederivaten acenocoumarol en fenprocoumon gebruikt. In België is Warfarine op de markt onder de merknaam Marevan. Warfarine is genoemd naar de Wisconsin Alumni Research Foundation.

## Stereochemie
Warfarine bevat een stereocentrum en bestaat uit twee enantiomeren. Dit is een racemaat, dwz een 1: 1-mengsel van ( R ) - en de ( S ) - vorm:
| Enantiomeer van warfarine | Enantiomeer van warfarine |
| ------------------------- | ------------------------- |
| CAS-Nummer: 5543-58-8     | CAS-Nummer: 5543-57-7     |

De stof is opgenomen in de lijst van essentiële geneesmiddelen van de WHO.